# Kreis Jánoshalma
Der Kreis Jánoshalma (ungarisch Jánoshalma járás) ist ein Kreis im Süden des Komitats Bács-Kiskun. Er wurde nach Auflösung der Kleingebiete (ungarisch kistérség) Anfang 2013 aus allen vier Gemeinden des Kleingebietes Jánoshalma (ungarisch Jánoshalmai kistérség) und einer Gemeinde aus dem Kleingebiet Baja (ungarisch Bajai kistérség) gebildet. Kreissitz ist die größte Stadt Jánoshalma.

## Gemeindeübersicht
| Gemeinde         | Status   | Herkunft Kleingebiet | Einwohnerzahl | Einwohnerzahl | Einwohnerzahl | Fläche     | Bevölkerungs- dichte (Ew./km²) |
| Gemeinde         | Status   | Herkunft Kleingebiet | 01.10.2011    | 01.01.2013    | 01.01.2016    | 01.01.2016 | Bevölkerungs- dichte (Ew./km²) |
| ---------------- | -------- | -------------------- | ------------- | ------------- | ------------- | ---------- | ------------------------------ |
| Borota           | Gemeinde | Jánoshalma           | 1.396         | 1.432         | 1.345         | 81,80      | 16,4                           |
| Jánoshalma       | Stadt    | Jánoshalma           | 9.008         | 8.941         | 8.530         | 132,21     | 64,5                           |
| Kéleshalom       | Gemeinde | Jánoshalma           | 417           | 453           | 439           | 61,63      | 7,1                            |
| Mélykút          | Stadt    | Jánoshalma           | 5.200         | 5.165         | 4.841         | 123,47     | 39,2                           |
| Rém              | Gemeinde | Baja                 | 1.320         | 1.306         | 1.278         | 39,93      | 32,0                           |
| Kreis Jánoshalma |          |                      | 17.341        | 17.297        | 16.433        | 439,04     | 37,4                           |